# Mölndal (đô thị)
Đô thị Mölndal (Mölndals kommun hay Mölndals stad) là một đô thị ở hạt Västra Götaland ở phía tây Thụy Điển, phía nam của Gothenburg. Thủ phủ là ở Mölndal nằm trong khu vực đô thị Gothenburg, còn toàn đô thị thuộc vùng đô thị Gothenburg.
Năm 1911, một municipalsamhälle (một dạng phường trong đô thị nông nghiệp, quản lý các vấn đề có tính chất đô thi) với tên gọi Mölndal đã được thành lập thành đô thị Fässberg. Năm 1922, Fässberg được nâng thành thành phố Mölndal. Năm 1971, thành phố này đã được hợp nhất với Kållered và Lindome để thành một đô thị đơn nhất.
Đô thị này có 4 khu vực dân cư chính: Mölndal, Kållered, Lindome và Hällesåker.

## Cảnh Quan Thành Phố Mölndal
Khi Mölndal được công nhận  thành đô thị, cảnh quan đô thị trải dài rải rác, nhưng hiện nay, các quận đã phát triển với trung tâm là nhà thờ Fässberg và Mölndalsbro.
Bosgården là một trong những khu vực lân cận của Mölndal. Toltorpsdalen, một thung lũng thấp, là nơi định cư quan trọng. Vùng này nằm giữa Änggårdsbergen (hay còn gọi là Östra Bergen), Safjället và Björkåsbergen. Đường Toltorpsgatan nối kết khu vực này với Södermalm và Sahlgrenska ở phía tây bắc, hướng về trung tâm Mölndal ở phía đông nam. Phần lớn khu vực này được quy hoạch xây dựng với những biệt thự độc lập. Kikås, một quận ở Mölndal, bao gồm một đồi nổi bật ở phía đông của Mölndal. Các quận khác bao gồm Helenevik, Ormås, Enerbacken, Kvarnbyn, Stensjöbacke, Solängen, Krokslätt, Lackarebäck, Åbro và Åby.
Trong cuộc họp tháng 5 năm 1988, hội đồng thành phố đã quyết định chuyển nhượng 22.400 mét vuông đất cho đô thị Gothenburg, đồng thời đón nhận 77.000 mét vuông Eklanda từ đô thị Gothenburg. Thỏa thuận này xác định rằng đô thị Gothenburg sẽ chịu trách nhiệm thiết kế, xây dựng và thanh toán cho phần Frölundagatan sau khi biên giới được điều chỉnh thuộc về đô thị Gothenburg.